# گکوی دم‌برگی کیت
گکوی دم‌برگی کیت (نام علمی: Saltuarius kateae) نام یک گونه از سرده گکوهای دم‌برگی است.